# Eurovisiesongfestival 2005
Het Eurovisiesongfestival 2005 werd in Kiev in Oekraïne gehouden. De winnaar was Griekenland, met het nummer My number one door Elena Paparizou. Het festival was het 50ste in zijn reeks.

## Oranjerevolutie
Het festival vond voor het eerst plaats in Oekraïne, kort na de Oranjerevolutie daar. De revolutie en het nieuwe bewind waren duidelijk tijdens het festival te zien. De Oekraïense inzending was een van de symboolliederen van de revolutie en tijdens de uitvoering ervan maakten twee dansers met geketende armen duidelijk waarvoor het nummer stond. Tijdens het nummer van Noorwegen werd met een oranje vlag gezwaaid en op het einde van het festival mocht president Viktor Joesjtsjenko een speciale prijs aan de winnares overhandigen.
Het thema van dit jaar was 'Awakening', een verwijzing naar de politieke omwenteling (oranjerevolutie) die in Oekraïne had plaatsgevonden. Oranje (revolutie) en groen (hoop) waren de overheersende kleuren van deze editie. Het logo van dit jaar was hetzelfde als vorig jaar: 'Eurovision', met een hartje in de plaats van een 'v'. De Oekraïense vlag was in het hartje opgenomen.

## België en Nederland
België en Nederland traden beide in de halve finale aan. Geen van beide haalden de finale. België werd vertegenwoordigd door de Portugese Brusselaar Nuno Resende met de ballade Le grand soir en werd nooit tot de kanshebbers gerekend. Voor Nederland zakte Glennis Grace af naar Kiev met My impossible dream. Deze ballade werd wel getipt als een finalenummer, maar geraakte eveneens niet door de halve finale.

## Andere inzendingen
Opvallend was de trend van de etnische uptempomuziek. Na de overwinningen van Sertab Erener in 2003 en Ruslana in 2004 zonden veel landen een nummer in met een etnische grondslag. Dit was het geval bij verschillende Centraal- en Oost-Europese landen die al vaker met dit soort muziek optraden, maar ook bij West-Europese landen zoals Spanje en het Verenigd Koninkrijk dat een nummer inzond dat haast Turks aandeed. Het winnende nummer van Griekenland hoorde ook tot die muziekstijl.
Vier artiesten hadden in het verleden al eens deelgenomen en al mooie ereplaatsen gehaald, zoals Elena Paparizou voor Griekenland en Chiara voor Malta. Beiden werden getipt voor een hoge notering en dan voor het Griekse nummer. Een andere opvallende inzending was die van Roemenië waar een krachtig uptemptonummer met een goede zangeres gecombineerd werd met een show van een percussiegroep die zelf vuurwerk maakte met slijpschijven en metalen vaten. De Noorse rockgroep Wigwam was eveneens een opvallende verschijning, net als de 'bomma' met de grote trom in traditionele klederdracht die het Moldavische nummer begeleidde. Moldavië maakte alvast zijn debuut langs de grote poort. Estland mocht twee meidengroepen inzenden, een voor Estland zelf, dat niet door de halve finale geraakte, en een voor Zwitserland dat na enkele teleurstellende inzendingen nog eens goed scoorde op het festival. Tussen al die uptempo- en etnische muziek vielen enkele ballades op, zoals de inzendingen van Malta, Israël, Letland, Denemarken en Kroatië. Kitsch was er eveneens, onder meer met de inzending van Wit-Rusland waar de verkleedpartijen, opzichtige kledij en uithalen in zwak Engels elkaar opvolgden, en de inzending van Oostenrijk waarin gejodeld werd.

## Puntentelling
De puntentelling in 2005 was de langste ooit. 39 landen mochten een voor een al hun punten doorgeven via videoverbinding. Na dit festival zou men besluiten de lagere punten te geven zonder ze af te roepen gezien heel wat puntengevers er hun tijd voor namen. Tijdens deze telling werd gestart met de landen die de halve finale niet overleefden in volgorde van hun optreden, gevolgd door de landen uit de finale. Na de toekenning van de punten werd het scorebord met de volgorde meteen aangepast.

## Finale
| Plaats | Land                  | Artiest                   | Lied                | Punten |
| ------ | --------------------- | ------------------------- | ------------------- | ------ |
| 1      | Griekenland           | Elena Paparizou           | My number one       | 230    |
| 2      | Malta                 | Chiara                    | Angel               | 192    |
| 3      | Roemenië              | Luminiţa Anghel & Sistem  | Let me try          | 158    |
| 4      | Israël                | Shiri Maimon              | Hasheket shenish'ar | 154    |
| 5      | Letland               | Valters & Kaža            | The war is not over | 153    |
| 6      | Moldavië              | Zdob şi Zdub              | Bunica bate toba    | 148    |
| 7      | Servië en Montenegro  | No Name                   | Zauvijek moja       | 137    |
| 8      | Zwitserland           | Vanilla Ninja             | Cool vibes          | 128    |
| 9      | Noorwegen             | Wig Wam                   | In my dreams        | 125    |
| 9      | Denemarken            | Jakob Sveistrup           | Talking to you      | 125    |
| 11     | Kroatië               | Boris Novković            | Vukovi umiru sami   | 115    |
| 12     | Hongarije             | NOX                       | Foroj világ         | 97     |
| 13     | Turkije               | Gülseren                  | Rimi rimi ley       | 92     |
| 14     | Bosnië en Herzegovina | Feminnem                  | Call me             | 79     |
| 15     | Rusland               | Natalia Podolskaya        | Nobody hurt no one  | 57     |
| 16     | Albanië               | Ledina Çelo               | Tomorrow I go       | 53     |
| 17     | Macedonië             | Martin Vucic              | Make my day         | 52     |
| 18     | Cyprus                | Constantinos Christoforou | Ela ela             | 46     |
| 19     | Oekraïne              | GreenJolly                | Razom nas bahato    | 30     |
| 19     | Zweden                | Martin Stenmarck          | Las Vegas           | 30     |
| 21     | Spanje                | Son de Sol                | Brujeria            | 28     |
| 22     | Verenigd Koninkrijk   | Javine                    | Touch my fire       | 18     |
| 23     | Frankrijk             | Ortal                     | Chacun pense à soi  | 11     |
| 24     | Duitsland             | Gracia                    | Run & hide          | 5      |

## Halve finale
| Plaats | Land        | Artiest                  | Lied                | Punten |
| ------ | ----------- | ------------------------ | ------------------- | ------ |
| 1      | Roemenië    | Luminiţa Anghel & Sistem | Let me try          | 235    |
| 2      | Moldavië    | Zdob şi Zdub             | Bunica bate toba    | 207    |
| 3      | Denemarken  | Jakob Sveistrup          | Talking to you      | 185    |
| 4      | Kroatië     | Boris Novković           | Vukovi umiru sami   | 169    |
| 5      | Hongarije   | NOX                      | Foroj világ         | 167    |
| 6      | Noorwegen   | Wig Wam                  | In my dreams        | 164    |
| 7      | Israël      | Shiri Maimon             | Hasheket shenish'ar | 158    |
| 8      | Zwitserland | Vanilla Ninja            | Cool vibes          | 114    |
| 9      | Macedonië   | Martin Vucic             | Make my day         | 97     |
| 10     | Letland     | Valters & Kaža           | The war is not over | 85     |
| 11     | Polen       | Ivan & Delfin            | Czarna dziewczyna   | 81     |
| 12     | Slovenië    | Omar Naber               | Stop                | 69     |
| 13     | Wit-Rusland | Anzhelika Agurbash       | Love me tonight     | 67     |
| 14     | Ierland     | Donna & Joe              | Love?               | 53     |
| 14     | Nederland   | Glennis Grace            | My impossible dream | 53     |
| 16     | IJsland     | Selma                    | If I had your love  | 52     |
| 17     | Portugal    | 2B                       | Amar                | 51     |
| 18     | Finland     | Geir Rönning             | Why                 | 50     |
| 19     | Bulgarije   | Kaffe                    | Lorraine            | 49     |
| 20     | Estland     | Suntribe                 | Let's get loud      | 31     |
| 21     | Oostenrijk  | Global Kryner            | Y así               | 30     |
| 22     | België      | Nuno Resende             | Le grand soir       | 29     |
| 23     | Andorra     | Marian van de Wal        | La mirada interior  | 27     |
| 24     | Monaco      | Lise Darly               | Tout de moi         | 22     |
| 25     | Litouwen    | Laura & The Lovers       | Little by little    | 17     |

## Terugkerende artiesten
| Land        | Artiest                   | Plaats | Eerdere deelname                    | Plaats toen |
| ----------- | ------------------------- | ------ | ----------------------------------- | ----------- |
| Cyprus      | Constantinos Christoforou | 18     | Cyprus 1996                         | 9           |
| Cyprus      | Constantinos Christoforou | 18     | Cyprus 2002 (deel van One)          | 6           |
| Griekenland | Elena Paparizou           | 1      | Griekenland 2001 (deel van Antique) | 3           |
| IJsland     | Selma                     | 16 HF  | IJsland 1999                        | 2           |
| Malta       | Chiara                    | 2      | Malta 1998                          | 3           |

## Wijzigingen

### Debuterende landen

Deelnemende landen
Landen die in het verleden deelgenomen hebben
Landen uitgeschakeld in de halve finale

- Bulgarije
- Moldavië

### Terugkerende landen
- Hongarije: na zeven jaar afwezigheid verscheen Hongarije terug op het Eurovisiesongfestival.

### Gediskwalificeerde landen
- Libanon: Libanon werd gediskwalificeerd omdat de Libanese omroep de Israëlische inzending niet wilde uitzenden. Aline Lahoud zou met het liedje Quand tout s'enfuit haar land vertegenwoordigen. Het land kreeg een boete voor de late terugtrekking en werd voor drie jaar van het festival geschorst.